# Lời kêu gọi toàn quốc kháng chiến

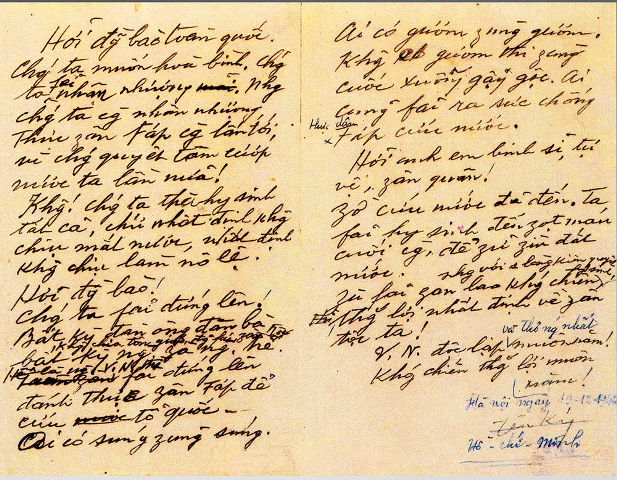
Lời kêu gọi toàn quốc kháng chiến của Chủ tịch Hồ Chí Minh.

Lời kêu gọi toàn quốc kháng chiến, do Hồ Chí Minh soạn thảo, là lời phát động cuộc kháng chiến chống Pháp vào cuối năm 1946, sau khi những nỗ lực đàm phán hòa bình giữa Việt Nam Dân chủ Cộng hòa với Pháp vào giữa năm 1946 để công nhận một nước Việt Nam độc lập không thành công. Lời kêu gọi này được phát ra vào sáng ngày 20 tháng 12 năm 1946. Đêm hôm trước - ngày 19 tháng 12, khi chiến sự bùng nổ - là ngày được gọi là "Toàn quốc kháng chiến".
Câu nói Quyết tử để Tổ quốc quyết sinh trong một bức thư của Hồ Chí Minh gửi những người lính của Vệ quốc đoàn ở Hà Nội những ngày đầu toàn quốc kháng chiến đã được nhắc đến như một biểu tượng cho sự "hy sinh vì nền độc lập" của đất nước Việt Nam.

## Hoàn cảnh
Trước khi kháng chiến chống Pháp nổ ra, Chính phủ Việt Nam Dân chủ Cộng hòa được cho là đã tìm mọi cách "cứu vãn hòa bình", chí ít cũng làm chậm lại chiến tranh để chuẩn bị đối phó, đồng thời khéo léo tìm được thế bắt đầu chiến tranh tốt nhất có thể (hay là ít xấu nhất). Hiệp định sơ bộ (6/3/1946) và Tạm ước Việt – Pháp (14/9/1946) lần lượt được ký kết, Hồ Chí Minh sang Pháp đàm phán. Quân của Tưởng Giới Thạch phải theo các điều ước rút về nước.
Pháp liên tiếp gây ra các cuộc thảm sát ở Hải Phòng và Hà Nội. Sau đó Pháp đòi tước vũ khí của Việt Minh. Chiến tranh xảy ra vào đêm 19/12/1946 bởi trận đánh Hà Nội 1946. Ngày này được gọi là Toàn quốc kháng chiến.
Ngày 3 tháng 12 năm 1946, Hồ Chí Minh về làng Vạn Phúc, Hà Đông, sống trong nhà ông Nguyễn Văn Dương. Tại đây, vào ngày 19 tháng 12, ông viết Lời kêu gọi toàn quốc kháng chiến, dùng để phát động cuộc kháng chiến chống Pháp vào cuối năm, sau khi những nỗ lực đàm phán hòa bình giữa Việt Nam Dân chủ Cộng hòa với Pháp, vào giữa năm 1946, để công nhận một nước Việt Nam độc lập, không thành công. Trước khi được soạn thảo, Hồ Chí Minh đã tham khảo ý kiến của Ban Thường vụ Trung ương Đảng, trong đó bao gồm Tổng bí thư Trường Chinh, người mới viết dự thảo Toàn dân kháng chiến.
Ngày 20 tháng 12 tại Hang Trầm (huyện Chương Mỹ, Hà Tây), Đài Tiếng nói Việt Nam (VOV) đã phát đi Lời kêu gọi toàn quốc kháng chiến.

## Nội dung
Nội dung toàn văn của "Lời kêu gọi toàn quốc kháng chiến" đã được in trong Hồ Chí Minh toàn tập, Tập 15, trang 130, Nhà xuất bản Chính trị Quốc gia, Hà Nội 1995 như sau:

Hỡi đồng bào toàn quốc!

Chúng ta muốn hoà bình, chúng ta đã nhân nhượng. Nhưng chúng ta càng nhân nhượng, thực dân Pháp càng lấn tới, vì chúng quyết tâm cướp nước ta một lần nữa!

Không! Chúng ta thà hy sinh tất cả, chứ nhất định không chịu mất nước, nhất định không chịu làm nô lệ.

Hỡi đồng bào!

Chúng ta phải đứng lên!

Bất kỳ đàn ông, đàn bà, bất kỳ người già, người trẻ, không chia tôn giáo, đảng phái, dân tộc. Hễ là người Việt Nam thì phải đứng lên đánh thực dân Pháp, cứu Tổ quốc. Ai có súng dùng súng. Ai có gươm dùng gươm, không có gươm thì dùng cuốc, thuổng, gậy gộc. Ai cũng phải ra sức chống thực dân Pháp cứu nước.

Hỡi anh em binh sĩ, tự vệ, dân quân!

Giờ cứu quốc đã đến. Ta phải hy sinh đến giọt máu cuối cùng, để giữ gìn đất nước.

Dù phải gian khổ kháng chiến, nhưng với một lòng kiên quyết hy sinh, thắng lợi nhất định về dân tộc ta!

Việt Nam độc lập và thống nhất muôn năm 

Kháng chiến thắng lợi muôn năm

Hà Nội, ngày 19 tháng 12 năm 1946

Hồ Chí Minh
(Bút tích lưu tại Bảo tàng Cách mạng Việt Nam)